# Sindillar

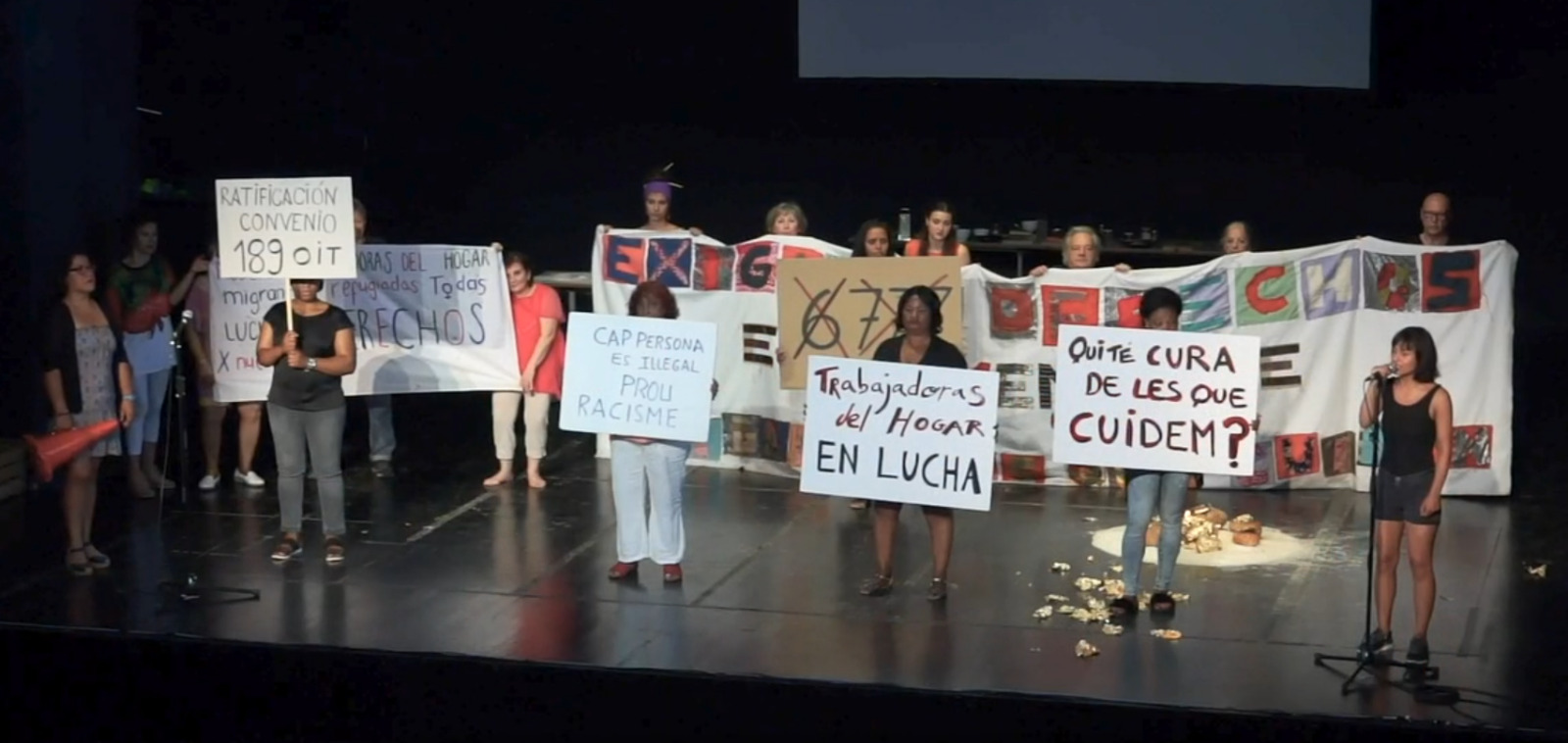
Espectacle REBOMBORIS 2018

Sindillar és el primer sindicat independent de dones treballadores de la llar i la cura a l'estat espanyol. Neix a finals del 2011 amb representació de dones de diversos països: Equador, Xile, Colòmbia, Mèxic, Paraguai, Uruguai, Cuba, Bolívia, Paquistan, Índia, Senegal, Marroc, Nepal, Nigèria, Panamà, Costa Rica, Honduras, Brasil, Argentina, Catalunya i Rússia. Es constitueix com una organització de base sindical per a donar suport al col·lectiu de les treballadores de la llar. Es troba en construcció i està conduït per dones emprenedores, mares de família, persones amb i sense papers i d'una diversitat de països.
El 2018, Sindillar va rebre el premi Ciutat de Barcelona d'Educació "pel seu projecte pedagògic, que es concreta en un conjunt d'accions formatives amb la finalitat de desenvolupar, visibilitzar, apoderar i reconèixer el col·lectiu de les dones migrades treballadores de la llar i la cura de les persones". Té un projecte comú, Madremanyajuntament amb l'espai Francesca Bonnemaison, per a visibilitzar les reivindicacions de les treballadores de la llar i de les cures.